# Hacktivist (groupe)
Pour les articles homonymes, voir Hacktivist.
Hacktivist est un groupe britannique de rap metal, originaire de Milton Keynes, Buckinghamshire, en Angleterre. Ils comptent un EP éponyme sorti en 2012 suivi de leur premier album studio, Outside the Box, en 2016. Le deuxième album studio du groupe, Hyperdialect, est sorti en 2021.

## Histoire
Le groupe débute en 2011 après le départ du guitariste Timfy James de son groupe précédent, Heart of a Coward. James affirme que la formation de Hacktivist était un « coup de chance », sans avoir l'intention de développer un tel style, mais le groupe est né lorsque son pair J Hurley, un rappeur local peu connu de la scène heavy metal, a commencé à enregistrer les parties vocales sur certaines des démos de James.
Après que les démos soient devenues très populaires en ligne, James décide de recruter un groupe complet. Richard Hawking à la batterie, Josh Gurner (ex-Sacred Mother Tongue) à la basse et Ben Marvin (ancien camarade de James dans Heart of a Coward) comme second chanteur. En 2012, le groupe sort un EP éponyme dont le premier single Unlike Us atteint la deuxième place du classement Amazon UK metal en 48 heures. Bien que sorti indépendamment le 12 novembre 2012, l'EP s'avère populaire dans les médias metal, Metal Hammer en particulier accordant au groupe une couverture importante, et une diffusion considérable sur BBC Radio 1.
Après la sortie de l'EP Hacktivist, le groupe part en tournée. Ils assurent notamment la première partie de concerts d'Enter Shikari et Korn et se produisent dans des festivals européens tels que le Sonisphere Festival, le Download Festival et Rock am Ring et Rock im Park durant l'été 2013. En avril 2013, le groupe publie une nouvelle chanson, Elevate, accompagnée d'une vidéo, téléchargeable gratuitement, suivie en août d'une reprise de Niggas in Paris (reprise de la chanson homonyme de Jay-Z et Kanye West). Une vidéo de leur reprise de Niggas in Paris est filmée pendant leur concert au Download Festival 2013. Ils participent également à une session en direct pour la BBC Radio 1 aux studios Maida Vale. Par la suite, le groupe entame une tournée en tête d'affiche au Royaume-Uni durant l'hiver 2013, soutenu par The Algorithm. Une réédition de leur premier EP avec quatre titres bonus sort le 11 novembre 2013.
Après la sortie du single Buszy le 17 janvier 2016, leur premier album studio Outside the Box sort le 4 mars 2016. Le 20 janvier 2017, Hacktivist annonce se séparer de Ben Marvin en raison des engagements familiaux de Ben, et l'arrivée du rappeur/chanteur Jot Maxi en tant que nouveau co-vocaliste. En mai, le groupe sort 2 Rot. Le 28 mars 2018, Hacktivist et Timfy James annoncent leur séparation. Dans la foulée, le groupe recrute James Hewitt (des groupes Invocation et Exist Immortal) comme nouveau guitariste et producteur. L'annonce officielle est faite le 19 janvier 2019. Hewitt jouait en concert et écrivait de nouveaux morceaux avec le groupe depuis juin 2018.
Le 27 juin 2023, le groupe annonce que Jot Maxi, le co-chanteur principal, quitterait son rôle au sein du groupe. Deux jours plus tard, le 29 juin 2023, le groupe annonce l'arrivée de Jordan « JJ » Olifent, ancien chanteur de Borders. Le groupe présente Olifent en concert plus tard dans la journée lors de la dernière édition du UK Tech-Fest au Newark Showground.

## Discographie

### Albums studio
- 2016 : Outside the Box (UNFD/Rise Records)
- 2021 : Hyperdialect (UNFD)

### EP
- 2012 : Hacktivist
- 2016 : Overthrone (UNFD/Rise Records)

### Singles
- 2012 : Hacktivist
- 2013 : Elevate
- 2013 : Niggas in Paris
- 2014: False Idols
- 2014 : Deceive and Defy
- 2016 : Buszy
- 2016 : Taken
- 2017 : 2 Rotten
- 2019 : Spitfire
- 2019 : Reprogram
- 2019 : Dogs of War
- 2020 : Armoured Core (feat. Kid Bookie)
- 2021 : Planet Zero
- 2021 : Hyperdialect (feat. Aaron Matts)

### Contributions
- 2020 : I Ain't Depressed (Dropout Kings feat. Hacktivist)

### Compilations
- 2015 : (Rock) Superst sur Rock Sound: Worship and Tributes (original : Cypress Hill)
- 2016 : Break Stuff sur Metal Hammer XXX: Decades of Destruction (original : Limp Bizkit)
- 2019 : Duality sur March of the Maggots: A Tribute to Slipknot (original : Slipknot)

### Clips
- 2012 : Cold Shoulders
- 2012 : Unlike Us
- 2012 : Hacktivist
- 2013 : Elevate
- 2013 : Niggas in Paris
- 2014 : False Idols
- 2014 : Deceive and Defy
- 2016 : Buszy
- 2016 : Taken
- 2016 : Hate
- 2016 : No Way Back
- 2017: 2 Rotten
- 2019 : Spitfire
- 2019 : Reprogram
- 2019 : Dogs of War
- 2020 : Armoured Core (feat. Kid Bookie)
- 2021 : Planet Zero
- 2021 : Hyperdialect (feat. Aaron Matts)